# Moundville Archaeological Site

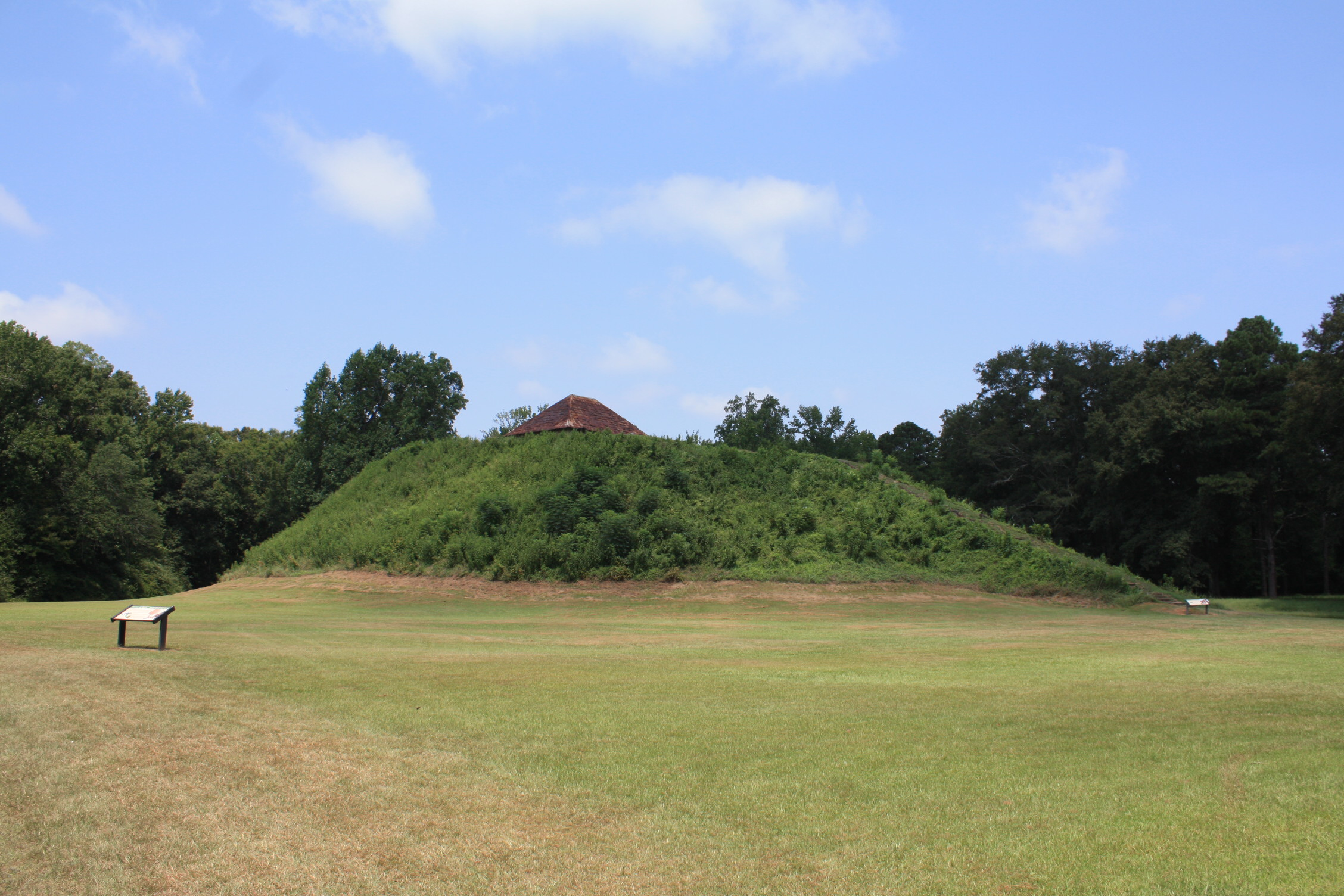
Mound B

Die Moundville Archaeological Site, auch Moundville Archaeological Park, ist ein archäologischer Park bzw. eine 75 Hektar große Fundstätte im US-Bundesstaat Alabama. Damit handelte es sich um eine der größten Siedlungen der USA aus voreuropäischer Zeit. Sie lag rund 20 km südlich von Tuscaloosa am Black Warrior River, unweit der heutigen Stadt Moundville. Sie wird der Mississippi-Kultur zugerechnet, ist nach Cahokia die zweitgrößte Fundstätte dieser Kultur, und bestand zwischen etwa 1000 und dem 16. Jahrhundert. Die Blütezeit der Stadt lag zwischen 1200 und 1350. Der heutige Park birgt neben der Fundstätte mit ihren Mounds, die eine Plaza, einen Hauptplatz umlagern, ein Museum, ein archäologisches Forschungszentrum (David L. DeJarnette Archaeological Research Center), einen Naturpark und einen Campingplatz. Der Archäologiepark wird von University of Alabama Museums verwaltet und jährlich von etwa 40.000 Besuchern aufgesucht.

## Geschichte
Die 185 Acre umfassende Siedlung war eine geplante Stadt. Der Hauptplatz wurde künstlich eingeebnet und aufgefüllt, die 29 Mounds wurden rundherum errichtet. Sie waren zwischen einem und knapp 20 m hoch. Der in Körben herangetragene Lehm wurde aus der Umgebung gewonnen, an den Grabungsstellen befinden sich heute kleine Seen. Die Plaza, wie man üblicherweise einen solchen zentralen Platz nennt, war frei von Wohnbebauung, jedoch ließen sich an ihrem Rand Reste einer solchen Bebauung nachweisen, ebenso wie entlang des Palisadenzauns, der die Stadt umgab. 

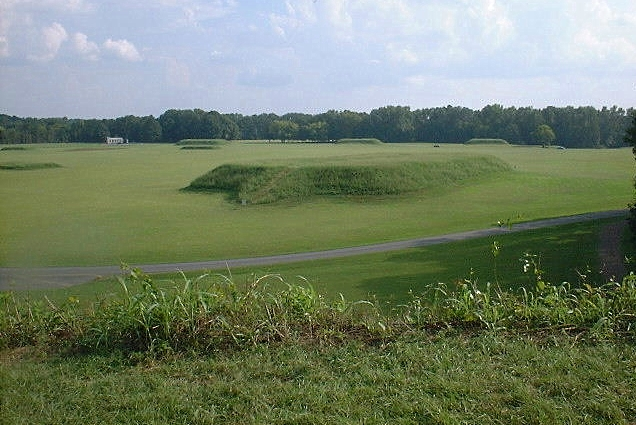
Die um den Hauptplatz angeordneten Mounds

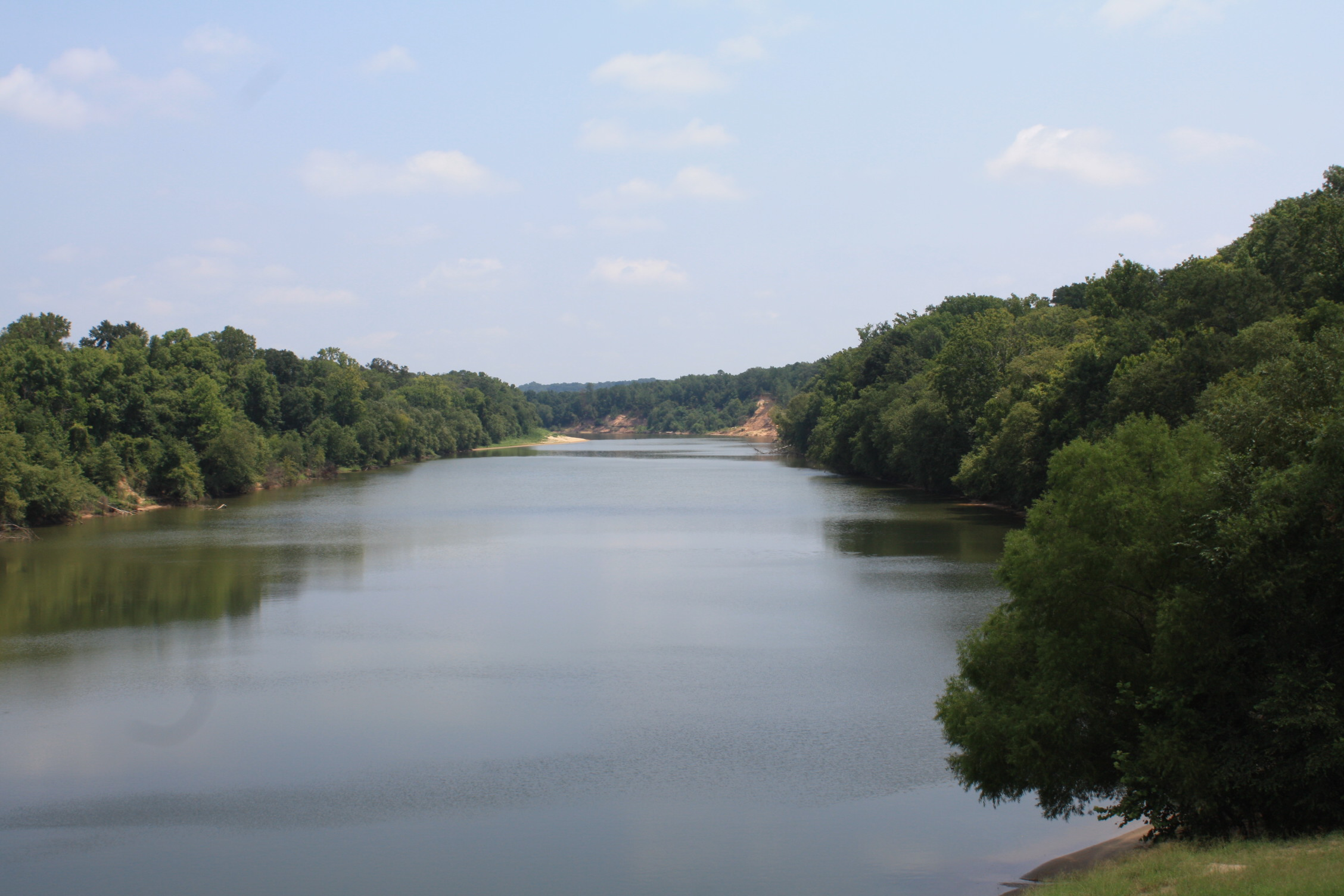
Der Black-Warrior-Fluss

### West Jefferson phase
Der Anlass zum Bau der Stadt am Ende der Waldlandperiode ist unbekannt. Die Phase, bevor die Stadt entstand, wird als West Jefferson phase bezeichnet. Sie ist durch zahlreiche verstreute Siedlungen gekennzeichnet, die 0,2 bis 0,5 ha groß waren. Ihre Bewohner lebten außerhalb der Überschwemmungsphase zwischen Herbst und Winter auf den höher gelegenen Gebieten oberhalb des Flusses, verbrachten also die kalte Jahreszeit fernab vom Fluss, die warme Jahreszeit hingegen nahe am Fluss. Obwohl weiterhin wilde Pflanzen und Jagd die Lebensgrundlage bildeten, wurde der Maisanbau am Ende dieser Phase immer bedeutender. 
Die Gesellschaftsstruktur ist kaum bekannt, zumal erst ein Haus aus dieser Zeit ausgegraben werden konnte. Vorräte wurden in Gruben unter der Erdoberfläche gelagert. Fernhandelsbeziehungen, wie sie später so markant hervortraten, bestanden erst in geringem Umfang und bezogen sich auf bestimmte Steinarten. Ansonsten deckte man diesen Rohmaterialbedarf für Werkzeuge fast durchgängig lokal. Allerdings tauchen bereits Schalen (Schneckenhäuser, Muschelschalen) von meeresbewohnenden Mollusken auf, die weiter bearbeitet wurden, und die auf Handelsbeziehungen zum Golf von Mexiko hindeuten.

### Moundville I
Beinahe schlagartig veränderte sich um 1200 die Siedlungsstruktur und auch die materielle Kultur. Die umgebenden, kleinen Siedlungen wurden überwiegend aufgegeben, nur wenige „Verwaltungszentren“ mit abgeflachten Mounds entstanden neben verstreuten Höfen. Die einzigen beiden platform mounds des Gebiets entstanden dabei auf dem Gebiet von Moundville. Damit ragte Moundville weit aus der Umgebung heraus, und selbst die Besiedlung am Fluss war von einmaliger Dichte. 1975 wurde der sogenannte Asphalt Plant Mound unmittelbar nordöstlich der Moundville-Stätte untersucht. Dabei fand sich eine große Menge an Artefakten, deren Materialien nur über Fernhandel herbeigebracht worden sein konnten. 
Weniger ist über Mound X bekannt, der im Südosten der Fundstätte liegt. 1984 stellte man fest, dass die Befestigungsanlage über diesen Mound verlief, und dass er bei der Gründung von Moundville zerstört worden war. In den 90er Jahren fanden sich zwei weitere frühe Stellen, die sogenannte Picnic Area und das East Conference Building. Vier der acht dort gefundenen Gebäude konnten Moundville I zugeordnet werden. Diese frühen Häuser wiesen keinerlei innere Strukturen auf, wie Bänke, Wände oder Stützpfosten. Eines von ihnen war leicht in den Untergrund eingesenkt. Es wies eine Lehmplattform auf, die sich nahe Moundville noch andernorts nachweisen ließ. Ob diese Strukturen als Bänke zu deuten sind, ist unklar, jedenfalls verschwinden sie nach Moundville I. Andererseits fehlt in Moundville eine ansonsten in der West-Jefferson-Phase häufige Erscheinung, nämlich die glockenförmigen Vorratsgruben. Daraus folgerte man, dass es bereits oberirdische Speicher gab.
Außer vom Mill Creek in Illinois wurde nur wenig Stein eingeführt. Dieser Feuerstein, der Mill Creek Chert, wird mit der Maisernte in Verbindung gebracht. Feuerstein von Fort Bayne und Bangor aus dem Norden Alabamas wurde gebraucht, um Abschläge besser herstellen zu können. Bei der Tonbearbeitung wurde der Molluskenschale der Vorrang vor Tonscherben gegeben, was in der ferneren Umgebung erst rund ein Jahrhundert später übernommen wurde. Da sich hierbei kein Übergang zwischen West Jefferson und Frühem Moundville I erkennen lässt, spekulierte man über das Eindringen neuer Gruppen, auf die die neue Kultur demnach zurückging. Derzeit lässt sich die Frage, ob die Kultur lokal oder durch zuziehende Gruppen entstand, nicht beantworten.

### Spätes Moundville I, Frühes Moundville II
Gegen Ende der Moundville-I-Phase etablierte sich ein Häuptlingssystem (Moundville chiefdom). Während sich in Moundville eine Führungsgruppe etablierte und ein Bevölkerungszuzug die Stadt anwachsen ließ, entvölkerte sich die ländliche Umgebung. Die Stadt umgab sich mit einem mauerartigen Palisadenzaun, der bis 1300 mindestens sechsmal erneuert wurde. Die Plaza wurde geebnet, die 29 Mounds wurden in der späten Moundville-I-Phase gebaut. Mindestens vier Nebenzentren entstanden, ältere Mounds wurden aufgegeben. Die Nebenzentren etablierten ein Abgabensystem und lieferten Mais an die nächsthöheren Zentren. Um 1300 war Moundville mit etwa tausend Einwohnern die größte Stadt in Alabama.

### Spätes Moundville II, Frühes Moundville III

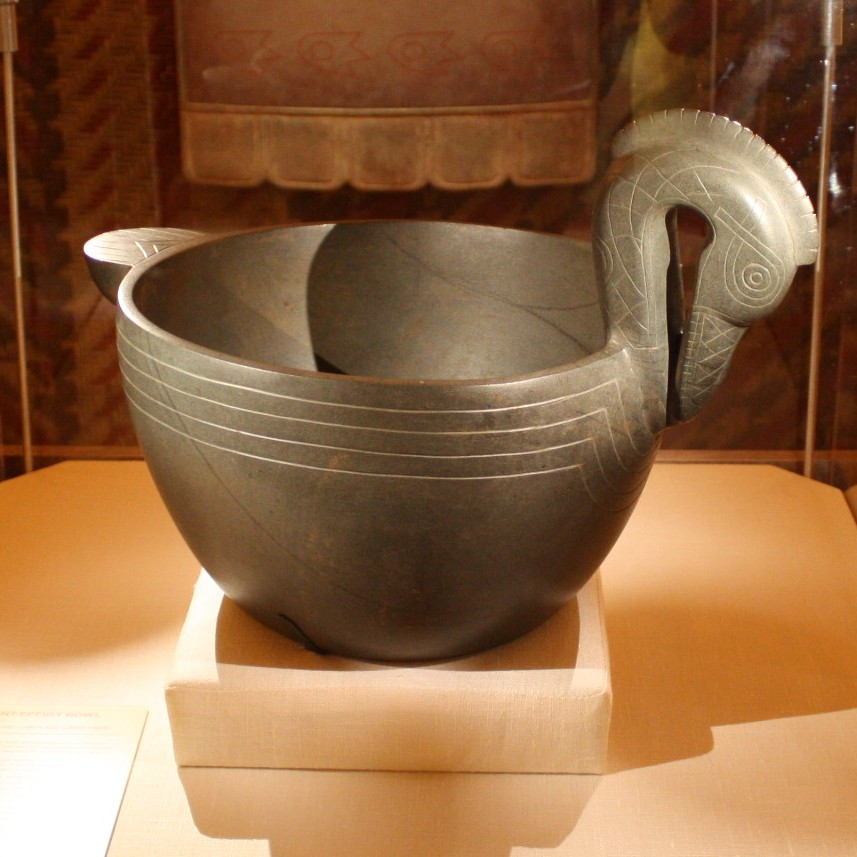
Gefäß aus Diorit

Wieder ereignete sich ein dramatischer Umbruch. Die Befestigungsanlage wurde abgetragen, in der Stadt lebte nur noch eine häufig als Elite bezeichnete Gruppe, deren Aufgaben nur schwer zu erschließen sind. Zur gleichen Zeit wurden die Rituale in Moundville immer komplexer, die Beigaben wertvoller und besser bearbeitet. Es wird angenommen, dass, je höher der Rang dieser verbliebenen Kernelite wurde, desto größer wurde die erforderliche Distanz zum Rest der Bevölkerung. Diese zog wieder in kleine Siedlungen am Fluss. Moundville wurde zu einer Nekropole. Der Einzugsbereich des Fernhandels wurde kleiner; über die nicht zur Elite gehörenden Gruppen ist nichts bekannt.

### Spätes Moundville III, Frühes Moundville IV
In dieser Phase lassen sich nur noch an drei Mounds Wohnspuren zeigen, nämlich an Mound P, B und E im Norden der Stadt. Nur im Südwesten von Mound G konnte man nachweisen, dass einige Menschen nicht auf einem der Mounds lebten. Hingegen lebten die Begräbnisrituale außerhalb der Stadt fort, ebenso wie der Mound-Bau. Moundville hatte seine politische und schließlich auch seine rituelle Funktion vollständig verloren. 
Zwischen 1300 und 1450 gerieten die Mounds also nach und nach außer Gebrauch, der Ort schrumpfte. Anscheinend errichteten die ehemaligen Bewohner Siedlungen mit jeweils nur einem Mound entlang des Flusses. Moundville wurde zunehmend zu einer Begräbnisstätte. Es tauchten schwer deutbare Symbole an den Artefakten auf, wie ein Kreuz in einem Kreis, Hand und Auge, geflügelte Schlangen, Schädel und Knochen, Pfeile. Sie deuten möglicherweise darauf hin, dass die Ahnen, der Krieg und der Tod zunehmend an Bedeutung im religiösen Leben gewannen. 

## Stadtstruktur und Gesellschaft
Einige Elemente der Gesellschaftsstruktur lassen sich an der Form, der Anordnung und vor allem dem Inhalt der Mounds ablesen. Bei diesen wechselten sich bewohnte Mounds mit solchen ab, die Begräbnissen vorbehalten waren. Die größten Wohn- und auch Begräbnismounds standen an der Nordseite des Hauptplatzes. Mound A, dessen Funktion nicht bekannt ist, stand in der Mitte des Platzes. 

### Grabbeigaben

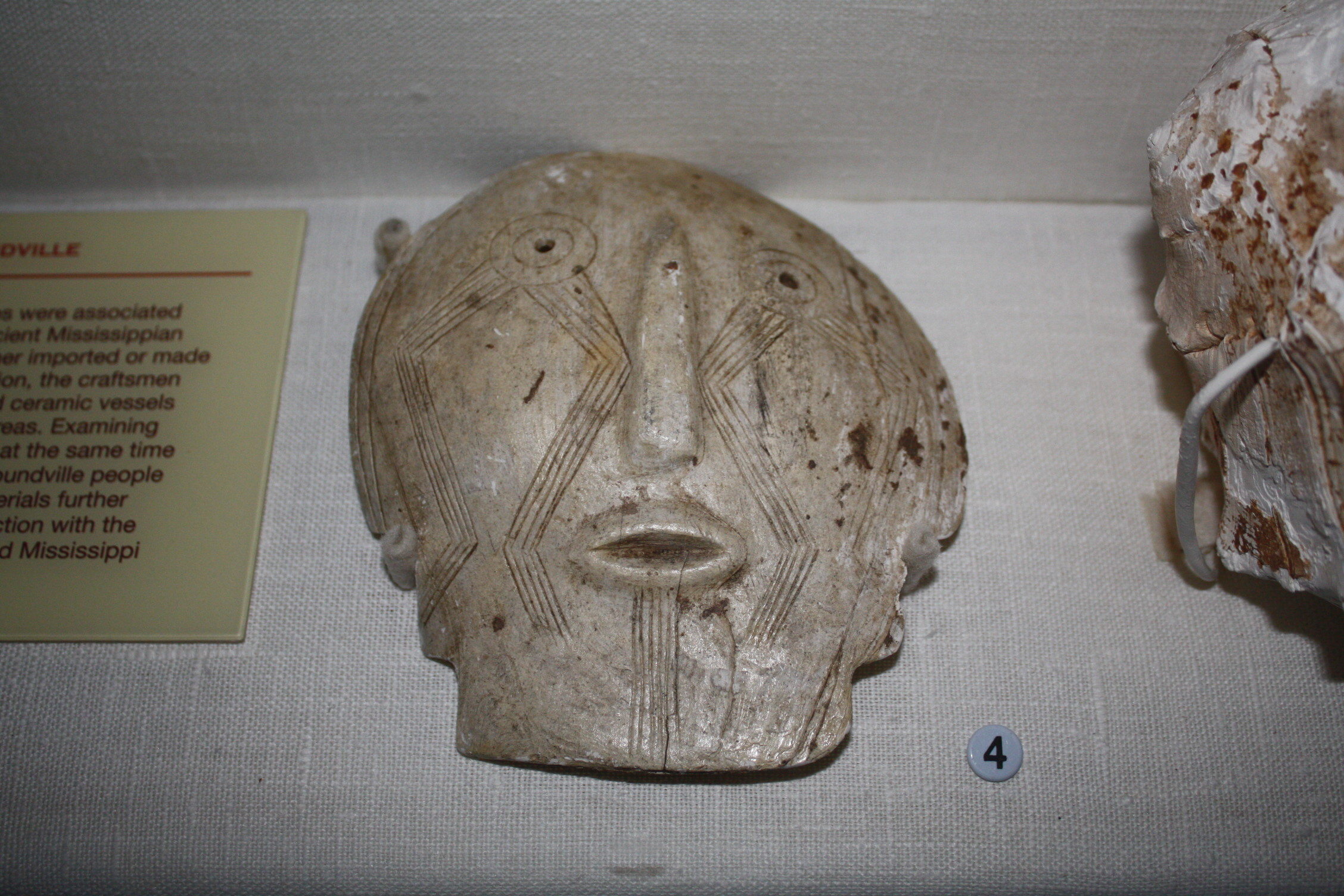
Menschlicher Kopf aus Molluskenschale

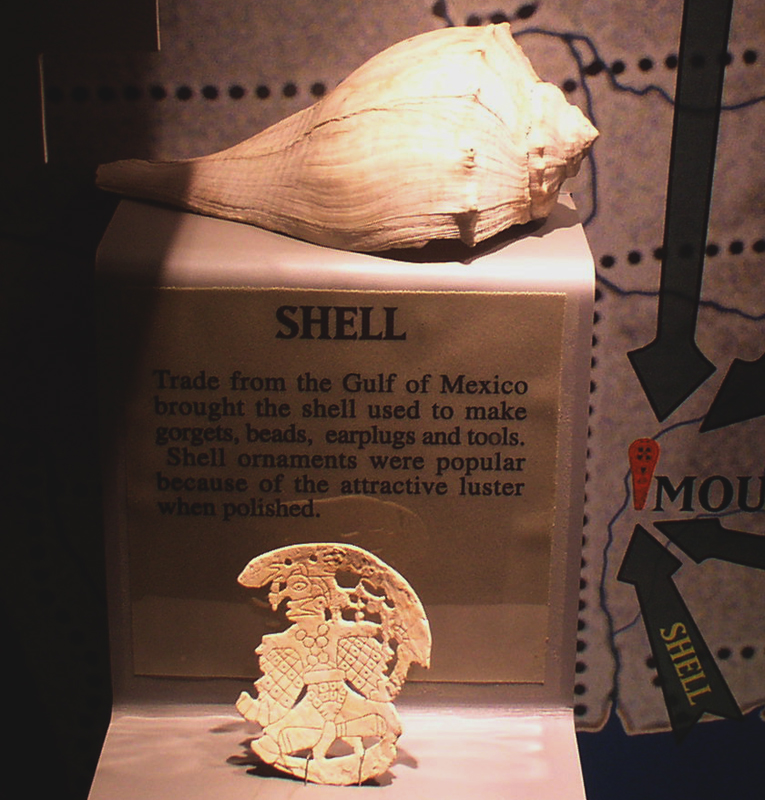
Schneckenhaus einer Blitzschnecke (Gattung Busycon) und aus dem gleichen Material geformtes, filigranes Objekt

Die meisten Verstorbenen wurden in Gräbern nahe ihren Häusern beigesetzt, und der überwiegende Teil von ihnen erhielt einfache Grabbeigaben, wie Werkzeuge. Einige, wohl höher gestellte Personen, lebten auf den oben abgeflachten Mounds und sie wurden mit steinernen oder kupfernen Artefakten, häufig auch Molluskenschalen in kleineren Mounds beigesetzt. Einige der Erwachsenen wurden mit Kupferäxten beerdigt; ihre Skelette fanden sich in den nördlichsten Begräbnismounds. Das Rohkupfer stammte ebenso aus entfernten Gegenden, wie die Molluskenschalen. Einige der Artefakte repräsentieren möglicherweise Vermögen, andere dienten eher als Ausdruck des Rangs oder der Autorität.

### Rückschlüsse auf die Gesellschaft, neue Ansätze
1974 stellte Peebles die These auf, die Gesellschaft habe aus einer übergeordneten Gruppe und aus einer untergeordneten bestanden, nachdem er über 2000 Grabstellen untersucht hatte. Erstere glaubte er an der Nähe zu den Mounds und an Beigaben erkennen zu können, Kriterien, denen etwa 5 % der Toten genügten. Hinzu kam, dass die Mounds paarweise gebaut worden waren, wobei jeweils zwei Mounds einer Gruppe gehörten, die auf einem der beiden Hügel wohnte, unter dem anderen ihre Toten beisetzte. Diese beiden funktionalen Zuordnungen waren räumlich so aufgeteilt, dass die Mounds im Osten denjenigen im Westen zugeordnet waren. Hinzu kam, dass sich Gefäße, die Darstellungen von Fröschen, Fledermäusen, Molluskenschalen oder Fischen zeigten, im Osten fanden, während sich im Westen solche mit Enten zeigten. Schließlich wurden die Mounds von Norden nach Süden kleiner, ihre Ausstattung ärmer. Die Mounds C und D, die am weitesten im Norden lagen, bargen die komplexesten Ritual- und Begräbnisspuren. Am Nordende der Plaza identifizierte Peebles öffentliche Gebäude und Plätze, wo Ballspiele stattfanden. Am Rande der Plaza bestimmte er zudem ein Beinhaus und eine Schwitzhütte. Er unterschied drei industrielle Tätigkeiten in der Stadt, nämlich Fellbearbeitung (im Nordosten der Stadt), Tonwarenherstellung und die Produktion von Glasperlen in Verbindung mit der Verarbeitung von Schneckenhäusern und Muschelschalen.
Aus weiteren Funden folgerte man, dass die Gesellschaft insgesamt aus drei Klassen bestand, den niedriggestellten Arbeitern, einer hochgestellten Führungsschicht und den möglicherweise als Häuptlinge anzusprechenden Kupferaxtträgern, eine Grabbeigabe, die selten war. 
Diese relativ abstrakte Betrachtungsweise wird zunehmend von der Beobachtung der alltäglichen Lebensvorgänge, soweit sie entschlüsselt werden können, und dem daraus abzuleitenden Interaktionsmuster abgelöst. Hierin, so die Annahme, lässt sich viel deutlicher die Gesellschaftsordnung erkennen, die sehr viel differenzierter war, als die bloße Hierarchisierung in einem einfachen, strengen Schema dies nahelegt, das überwiegend auf ökonomischen und machttheoretischen Erwägungen basiert. So rückten im Laufe der 1990er Jahre zunehmend Fragen nach der Teilung von häuslicher und externer Arbeit entlang der Geschlechtergrenzen, technologische Entscheidungsrichtungen bei der Werkzeug- und -materialwahl, Techniken der Nahrungszubereitung oder des Umgangs mit Abfällen in den Mittelpunkt. 
Hierarchische Gesellschaften mit ihren führenden Eliten neigen dazu, da sie unter Legitimitätsdruck stehen, jedem Alltagsgebahren symbolische Bedeutung zu verleihen, die wiederum in ihrer ständigen Wiederholung die ihnen nützliche Gesellschaftsform vor Augen führen und ins Gedächtnis rufen, um sie zu perpetuieren. Daher spiegelt schon die Anordnung der Mounds und der Wohnstätten tagtäglich die soziale Ungleichheit und stärkt sie dadurch. In diesem Ansatz werden nicht Menschen durch Überschussproduktion in die Lage versetzt, andere Mitglieder ihrer Gesellschaft zu ernähren und damit von produktiver Arbeit freizustellen, was wiederum in eine Herrschaft mündet, sondern die vorhandene Herrschaft und Machtausübung wird durch zunächst erzwungene, dann kultisch und rituell eingebundene Abgabensysteme gestärkt. Diese Binnenhierarchie beginnt aber für die Forscher keineswegs auf der obersten Ebene, sondern im Haushalt. 

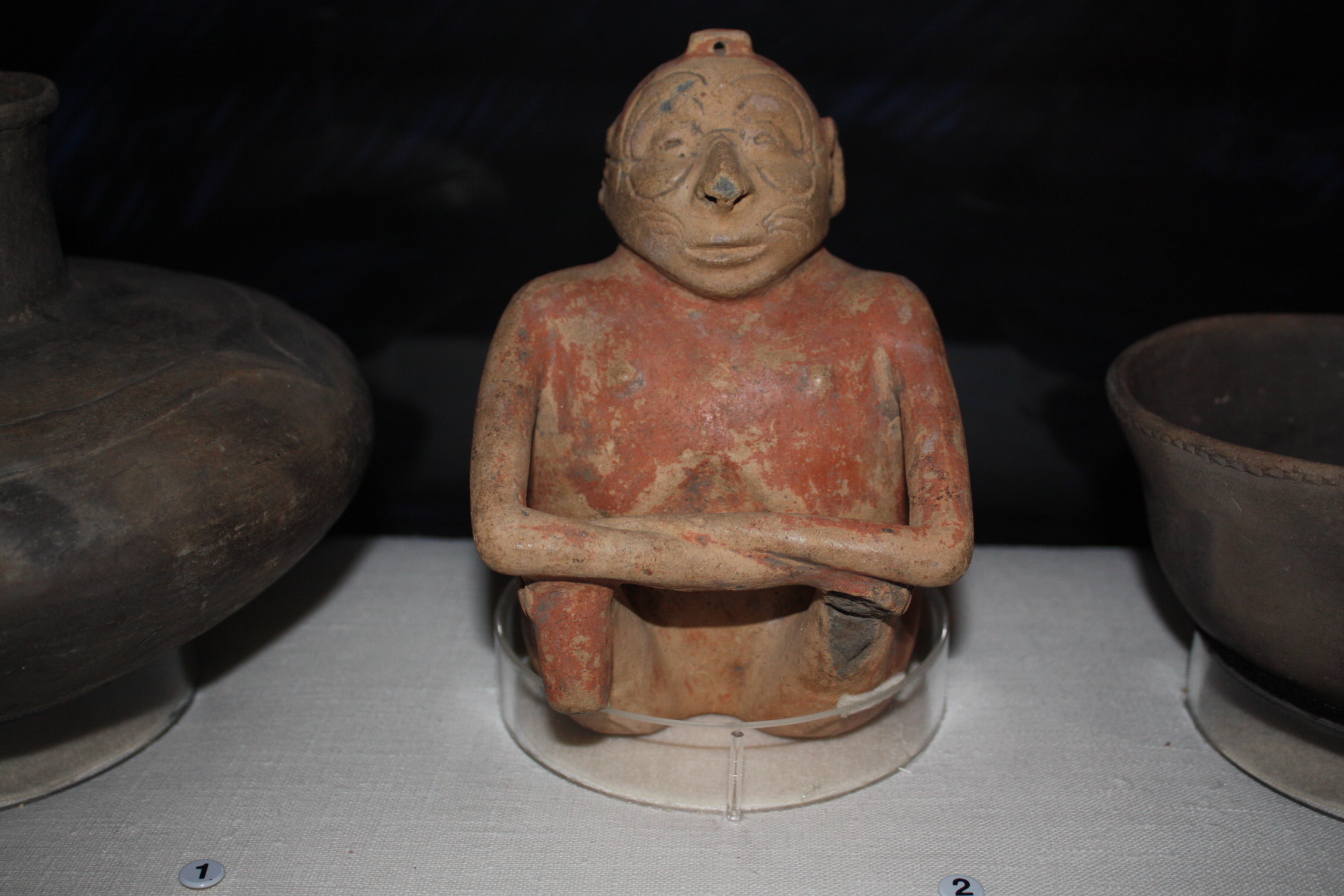
Anthropomorphe Tonarbeit

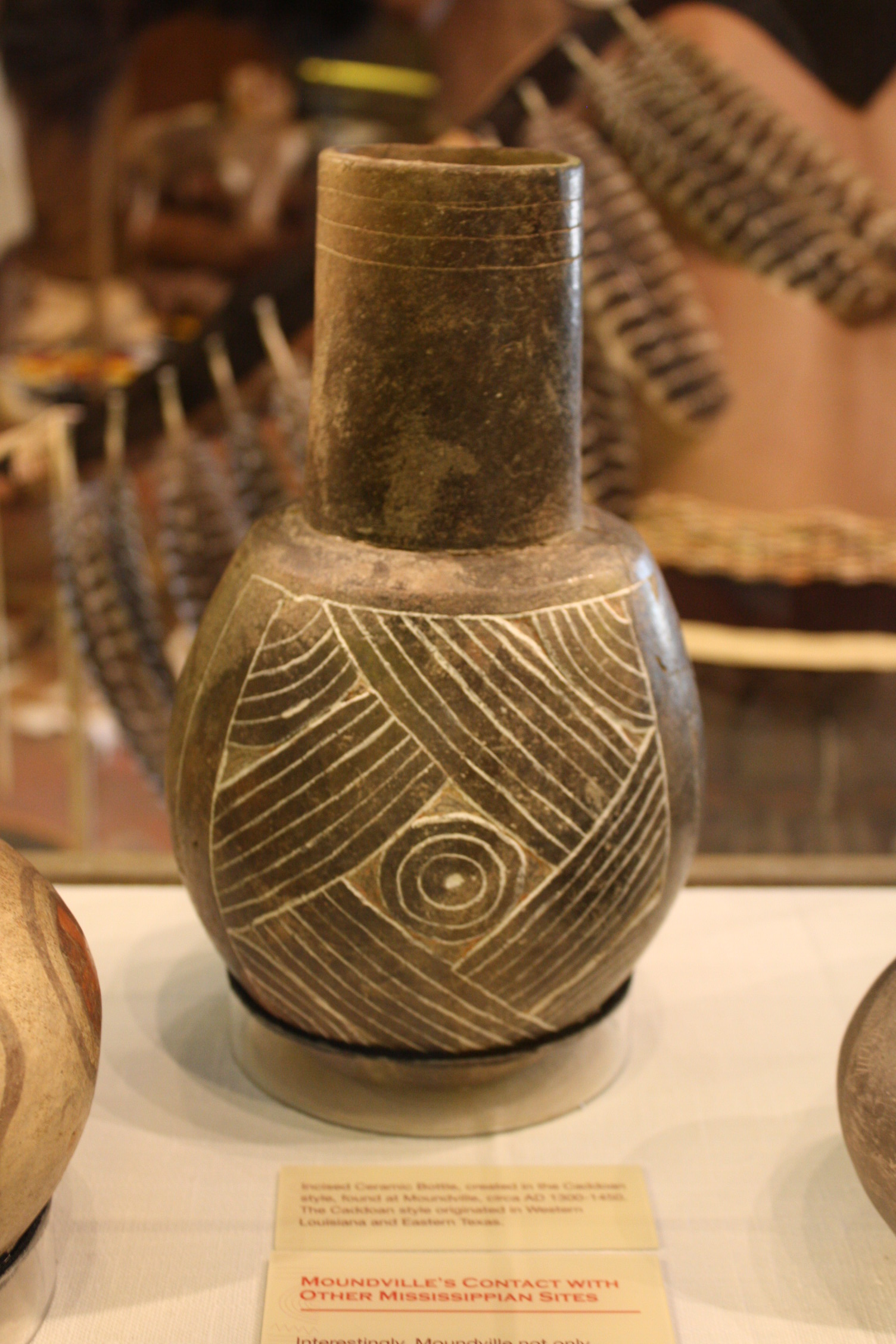
Tongefäß

Exogame Verwandtschaftsgruppen, die Clans, bestanden neben Hausgruppen und Lineages. Die Clans verfügten nicht über Reichtum oder Land, ihre Mitglieder waren in verschiedenen Orten verstreut und sie traten nur höchst selten als geschlossene Gruppe auf. Moietys wiederum regelten die rituellen Formen und sicherten Ehetabus, so dass innerhalb dieser Gruppen nicht geheiratet werden durfte, sie also gleichfalls exogam waren. Manchmal regelte die eine Gruppe Angelegenheiten der Kriegsführung, die andere die des Friedens. Häufig war der Unterschied zwischen ihnen ritueller Natur, manchmal bestand auch ein Rangunterschied. Die Einheiten unterhalb der Clan-Ebene waren oftmals Produktions- und Konsumtionsgemeinschaften, die Anrechte an bestimmten Landgebieten hatten und oft zusammen lebten. Dies waren die Wohn- oder Hausgruppen, wobei das Haus in einem weiteren Sinne zu verstehen ist. Sie standen oftmals in Form mehrerer Häuser beieinander. Mit diesen Überlegungen wurden Untersuchungen an solchen Haushalten wesentlich weitreichender als bloße Untersuchungen der Mounds und der Grabbeigaben. Zwischen den übergreifenden Strukturen ließ sich zudem eine wahrscheinlich verwandtschaftlich geprägte Zwischenstruktur aufzeigen, die aus nahe beieinander lebenden Hausgruppen bestand. In stark hierarchisierten Gesellschaften erkannte man die Gruppen, denen man einen höheren Rang zuerkannte, an größeren Häusern und an der ausschließlichen Nähe zu bestimmten, rituell bedeutsamen Baulichkeiten. Dies konnte in komplexen Gesellschaften, wie der in Cahokia bedeuten, dass die Gruppen, die nicht zugangsberechtigt waren, durch einen Wall ausgeschlossen wurden.

## Wiederentdeckung und Ausgrabungen

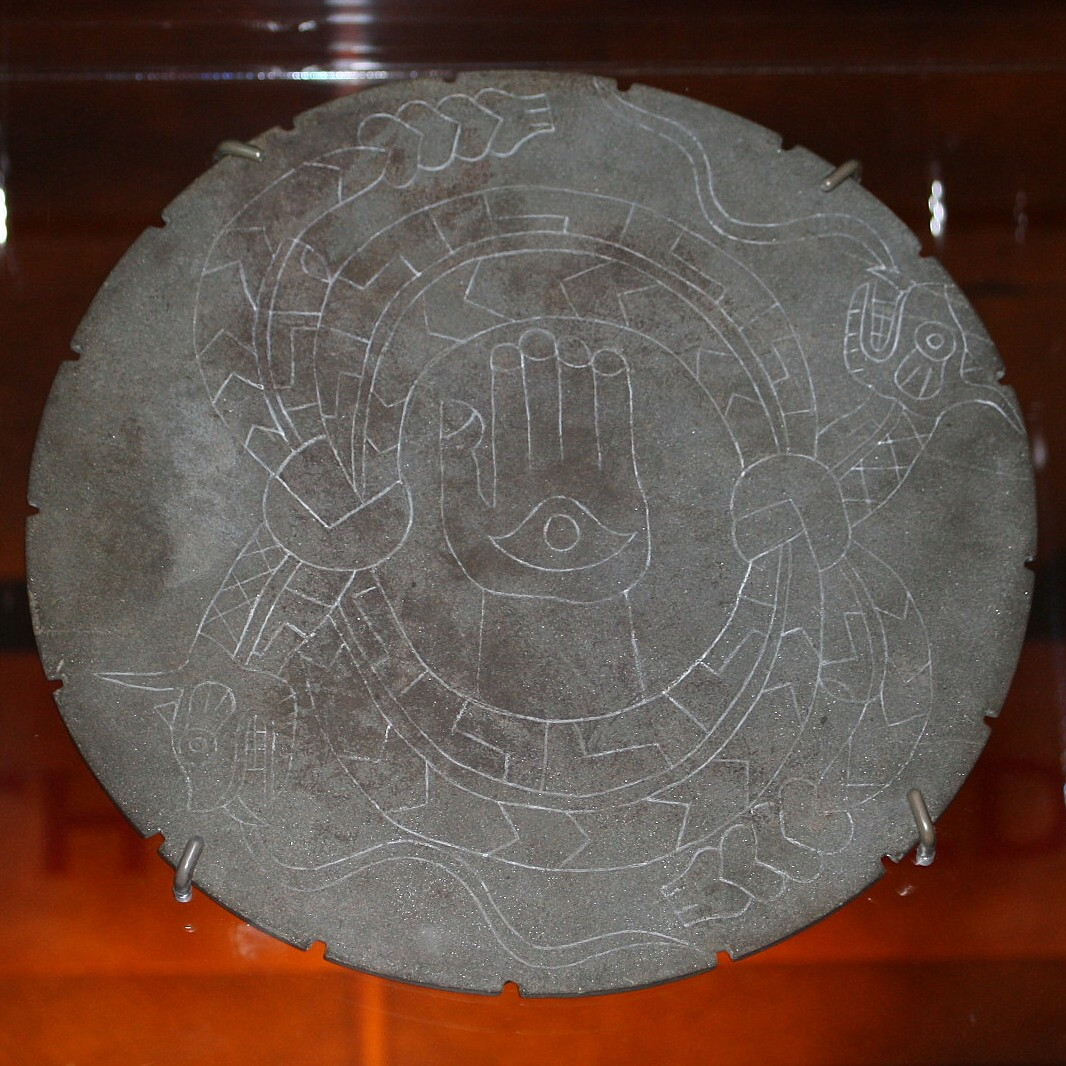
Eines der scheibenförmigen Objekte, die Rattlesnake Disk. Sie wurde bereits im 19. Jahrhundert von einem Bauern beim Pflügen entdeckt. Er zeigte sie dem Naturkundeprofessor Eugene A. Smith, dem Gründer des Alabama Museum of Natural History.

Als Hernando de Soto 1540 die Gegend passierte, lebten nur noch wenige Menschen in Moundville, doch kann keines der von dem Spanier beschriebenen Dörfer sicher mit Moundville identifiziert werden. Als Anfang des 18. Jahrhunderts Europäer in die Gegend kamen, war sie weitgehend menschenleer. 
Bis 1869 schenkte, so die Encyclopedia of Alabama, keiner der Nichtindigenen den Hügeln größere Aufmerksamkeit, außer Sheriff Hezekiah K. Powell, der behauptete, einen Riesen gefunden zu haben, einen Mann von 9 Fuß Größe. Doch bereits 1840 grub der örtliche Pflanzer Thomas Maxwell in den Hügeln. Er berichtete vor der Alabama Historical Society von 15 Hügeln und einem sie umgebenden Erdwerk. Die Nachbarn waren der Ansicht, er sei verrückt, als er weitergrub und Tongefäße und Pfeilspitzen fand. Powell glaubte an eine Rasse, die rätselhaften Mound Builders, die seiner Ansicht nach von den Indianern ausgerottet worden waren. Zudem schienen die Funde von Riesen die Bibel (Gen. 6.4) zu bestätigen, dass in jener Zeit Riesen auf der Erde wandelten.
Nathaniel T. Lupton jedoch, der fünfte Präsident der University of Alabama, war nüchterner und kartierte die Stätte. Er grub im später als Mound O bezeichneten Hügel. Nun mischte sich die Bundesregierung ein und entsandte 1882 Ausgräber, deren Tätigkeit jedoch kaum dokumentiert ist. 1883 wollte Edward Palmer eine weitere Grabung durchführen, doch der örtliche Farmer verlangte 100 Dollar für die Erlaubnis. Der Regierung war das zu viel Geld, die Grabung unterblieb. 1894 wurden einige Ergebnisse aus Grabungen an anderen Mounds publiziert und man erkannte, dass die Erbauer der Mounds Indianer gewesen waren.
Ab 1905 führte der Privatsammler Clarence B. Moore mehrere Ausgrabungen durch, wobei er die schönsten Töpfe, Steinpfeifen, Äxte und Paletten – scheibenförmige Objekte mit Farbspuren, dazu Kupfer- und Molluskenschalen an sich nahm. Er war ein vermögender Mann aus Philadelphia, der seit 1891 in seinem Dampfboot The Gopher of Philadelphia den Süden befuhr. Moore blieb 36 Tage an der Fundstätte und kehrte im nächsten Jahr für einen weiteren Monat zurück. Sein wissenschaftlicher Berater war Dr. Milo Miller, der die Stätte kartierte und den Mounds Buchstaben zuwies. Die beiden Männer erkannten, dass es zwei verschiedene Moundtypen gab, nämlich solche, in denen Begrabene lagen und Wohnhügel – letztere interessierten ihn nicht, und er ließ nach einer solchen Diagnose die Probebohrungen sofort einstellen. Moore veröffentlichte eine Art Bilderbücher der Artefakte, vor allem im Journal of the Academy of Natural Sciences of Philadelphia, Funde, die er in seine Heimatstadt brachte. 
Dagegen setzte sich der Bundesstaat Alabama mit einem Gesetz zum Schutz der Antiquitäten zur Wehr, das 1915 erlassen wurde. In den 20er Jahren setzten sich Bürger, allen voran der Geologe Dr. Walter B. Jones dafür ein, einen Park einzurichten. Jones setzte sein Haus zum Kauf der Stätte ein, und 1933 entstand der Mound State Park, der später Mound State Monument hieß. Er umfasst heute eine Fläche von 320 Acre.
Jones, unterstützt von David L. DeJarnette, begann 1929 mit ersten wissenschaftlichen Untersuchungen. Wie an vielen Orten wurde zu den Grabungen der Civilian Conservation Corps (CCC) eingesetzt, um Straßen zu bauen und ein Museum. Mehr als 2000 Gräber, 75 Überreste von Häusern und tausende von Artefakten wurden so bis 1941 zutage gefördert. 

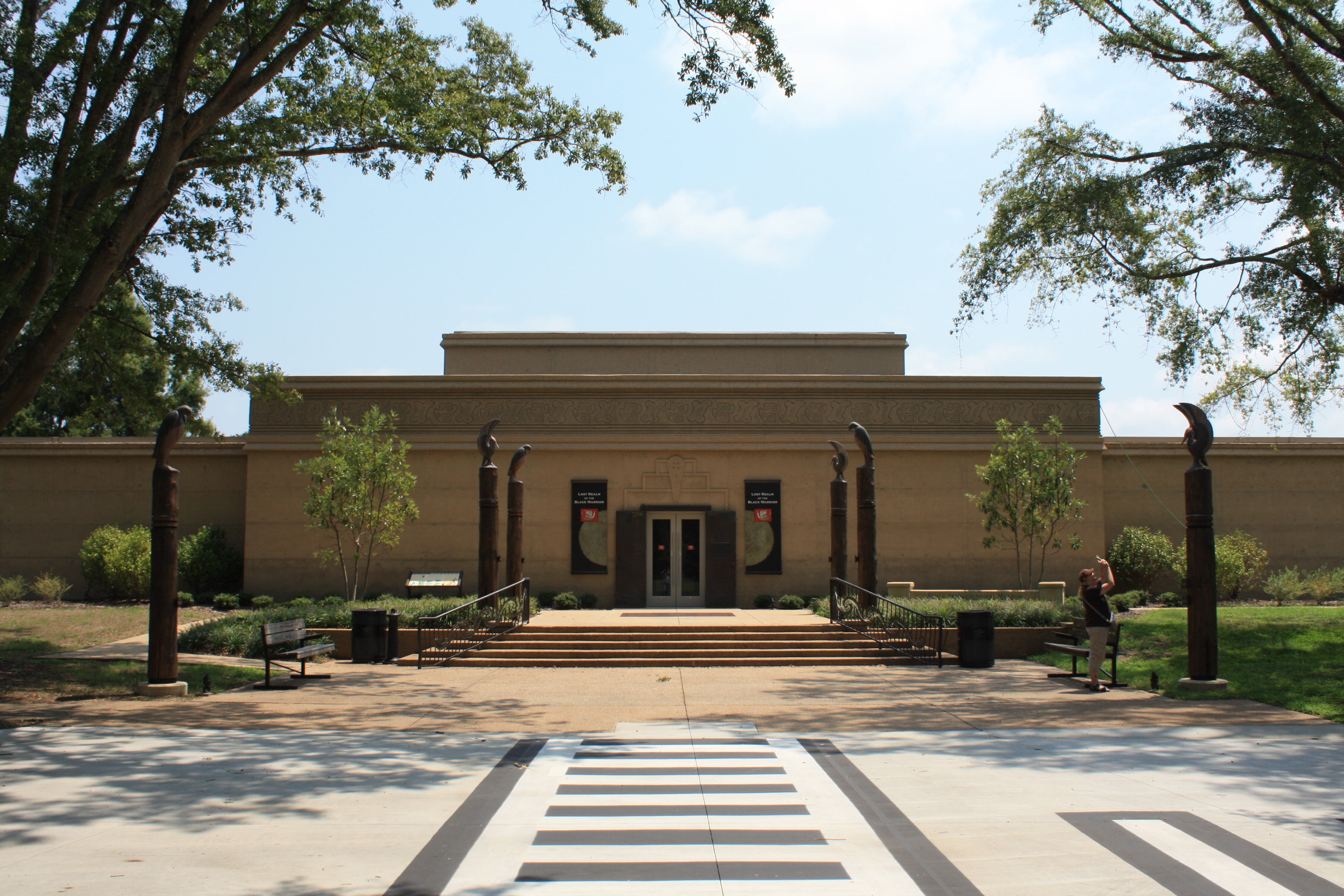
Das Museum

DeJarnette wurde in den 50er Jahren Direktor des Parks und Gründungsmitglied des Department of Anthropology an der Universität. Zwei Jahrzehnte lang war er der führende Archäologe des Staates. Am 19. Juli 1964 erhielt der Park den Status eines National Historic Landmarks. Im Oktober 1966 wurde der Park als Stätte in das National Register of Historic Places eingetragen. Ende der 60er Jahre untersuchte der Professor an der Indiana University Christopher S. Peebles mit seinen Studenten die gewaltigen, von den Arbeitslosen der Weltwirtschaftskrise zusammengetragenen Fundmassen. Ein Schüler DeJarnetts, Vernon J. Knight Jr. von der University of Alabama grub weitere Mounds in den 90er Jahren aus. 
Bisher sind nur etwa 14 % der Gesamtfläche untersucht. Jährlich Anfang Oktober findet, von den umgebenden Stämmen organisiert, im Park ein Festival mit Zeremonien statt, das Moundville Native American Festival.